# Albert Hirsch (Schauspieler)
Albert Hirsch (* 29. Juni 1841 in Wien; † 11. August 1927 ebenda) war ein österreichischer Volkssänger und Schauspieler.

## Leben
Albert Hirsch arbeitete zuerst als Volksschullehrer, bevor er ab 1870 in kleinen Rollen am Theater an der Wien auftrat. Später war er im Theater in der Josefstadt und im Theater unter den Tuchlauben beschäftigt. Wegen der geringen Gage verließ er das Theater, wurde Volkssänger und gründete eine eigene Volkssängergesellschaft, die zunächst nur aus Familienmitgliedern bestand. Hirsch wirkte als Direktor, Komiker, Regisseur und Hausdichter und hatte eine Singspielhallenkonzession. 
Er war mit der Schauspielerin Minna (geb. Hänlein; 1843–1913) verheiratet, die zunächst Schauspielerin in Ingolstadt war und ab 1872 als Sängerin in Karl Drexlers Singspielhalle in Wien auftrat. 
Einer seiner Söhne war der Wienerliedkomponist Adolf Hirsch.

## Werk
Rund 200 Volksszenen, vor allem aus dem jüdischen Volksleben.